# Alexis Bœuf
Alexis Bœuf (* 4. März 1986 in Chambéry) ist ein ehemaliger französischer Biathlet.
Alexis Bœuf begann 2000 mit dem Biathlonsport. Er startet für CS La Féclaz und wird von Remi Bouchet trainiert. Der Chamberyer lief seine ersten internationalen Rennen 2004 im Rahmen des Junioren-Europacups. In Kontiolahti nahm er 2005 erstmals an einer Junioren-Weltmeisterschaft teil und erreichte Platzierungen zwischen 15 und 24. In der Saison darauf gewann der junge Franzose in Ridnaun sein erstes Rennen im Junioren-Europacup. Bei der Junioren-WM 2006 in Presque Isle belegte er nicht nur mit Platz acht im Sprint und neun in der Verfolgung gute Ränge, sondern gewann mit Vincent Jay, Damien Gehin und Arnaud Langel die Goldmedaille im Staffelrennen. Mit Jean Guillaume Beatrix für Gehin gewann die Staffel kurz darauf bei den Junioren-Europameisterschaften in Langdorf Bronze. Bœuf wurde zudem Sechster im Sprint und Achter in der Verfolgung. Bei den letzten Junioren-Weltmeisterschaften 2007 in Martell war Platz neun in der Verfolgung bestes Resultat. Siebenmal konnte Bœuf Rennen des Junioren-Europacups gewinnen, weitere zwei Mal stand er auf dem Podest.

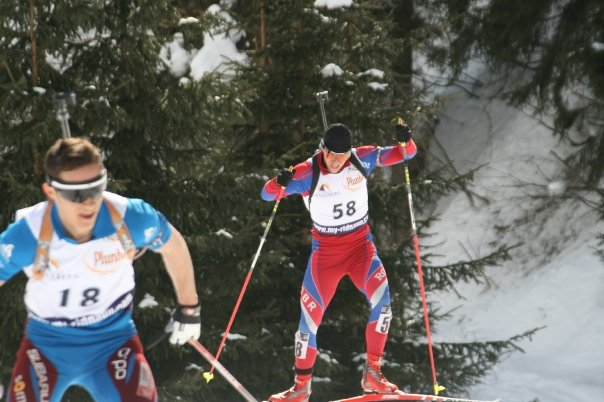
Bœuf beim IBU-Cup 2009 in Ridnaun, im Hintergrund Robert Chudley

Seit der Saison 2007/08 läuft Bœuf bei den Senioren. Zunächst begann er im Biathlon-Europacup. Schon bei der zweiten Station in Torsby konnte der Franzose im Sprint als Drittplatzierter auf das Podest laufen. In Bansko in der Verfolgung und in Langdorf im Einzel konnte er zweite Ränge belegen. Aufgrund der guten Ergebnisse wurde er vom französischen Verband für die Weltcuprennen in Pyeongchang nominiert. Bœuf nutzte seine Chance und gewann nach einem 38. Platz im Sprint als 16. der Verfolgung seine ersten Weltcuppunkte. Zum ersten Mal auf dem Siegerpodest stand Alexis Bœuf als Drittplatzierter in der Saison 2009/2010 in einem Einzel in Antholz. In der folgenden Saison gewann er mit einem Verfolgungsrennen in Presque Isle sein erstes Weltcuprennen. Hinter den Fourcade-Brüdern Martin und Simon und Vincent Jay konnte er sich in der Saison als einer der vier besten französischen Biathleten etablieren.
Bei den Biathlon-Weltmeisterschaften 2013 in Nové Město na Moravě erreichte Bœuf im Sprint den sechsten, in der Verfolgung nach zwei Schießfehlern den achten, im Einzel den 27. und im Massenstart den 28. Platz. Er gewann zwei Silbermedaillen, eine mit der Herren-Staffel und eine mit der Mixed-Staffel. Bei den Olympischen Spielen von Sotschi wurde er 82. des Einzels Achter mit der Staffel Frankreichs. Ende 2014 erklärte er seinen Rücktritt vom Leistungssport.

## Biathlon-Weltcup-Platzierungen
Die Tabelle zeigt alle Platzierungen (je nach Austragungsjahr einschließlich Olympische Spiele und Weltmeisterschaften).
- 1.–3. Platz: Anzahl der Podiumsplatzierungen
- Top 10: Anzahl der Platzierungen unter den ersten zehn (einschließlich Podium)
- Punkteränge: Anzahl der Platzierungen innerhalb der Punkteränge (einschließlich Podium und Top 10)
- Starts: Anzahl gelaufener Rennen in der jeweiligen Disziplin
- Staffel: inklusive Mixed- und Single-Mixed-Staffeln

| Platzierung         | Einzel | Sprint | Verfolgung | Massenstart | Staffel | Gesamt |
| ------------------- | ------ | ------ | ---------- | ----------- | ------- | ------ |
| 1. Platz            |        |        | 1          |             | 4       | 5      |
| 2. Platz            |        | 1      |            |             | 5       | 6      |
| 3. Platz            | 1      | 1      |            |             | 4       | 6      |
| Top 10              | 2      | 10     | 7          | 3           | 24      | 46     |
| Punkteränge         | 8      | 25     | 22         | 12          | 26      | 93     |
| Starts              | 16     | 50     | 26         | 14          | 26      | 132    |
| Stand: Karriereende |        |        |            |             |         |        |

## Einzelbelege
1. ↑  Late Hochfilzen news: Alexis Boeuf retires! Miriam Goessner left Hochfilzen! and more… (Memento vom 28. März 2015 im Internet Archive)

| Personendaten    | Personendaten          |
| ---------------- | ---------------------- |
| NAME             | Bœuf, Alexis           |
| ALTERNATIVNAMEN  | Boeuf, Alexis          |
| KURZBESCHREIBUNG | französischer Biathlet |
| GEBURTSDATUM     | 4. März 1986           |
| GEBURTSORT       | Chambéry, Frankreich   |